# 2019-es olaszországi önkormányzati választás
A 2019-es olaszországi önkormányzati választást, 2019. május 26-án tartják Olaszországban, egy napon az európai parlamenti választásokkal. Ahol szükséges, 2019. június 9-én tartanak második fordulót. A választást 3841 kis településen és 30 városban tartják meg.

## Választási rendszer
Az önkormányzati választás minden 15 ezer főnél népesebb olaszországi településen kerül megrendezésre a hatályos választási törvény szerint. A választók közvetlenül választják meg a polgármestert illetve a pártlistákat. Amennyiben az első fordulóban egyik jelölt sem szerzi meg a szavazatok 50%-át, akkor második fordulót tartanak, ahol az első fordulóban két legtöbb szavazatot elért jelölt közül lehet választani.
Az önkormányzat képviselő-testületét közvetve választják meg listás rendszerben, a mandátumokat pedig az arányos képviselet értelmében osztják ki.

## Pártok és koalíciók
| Koalíciók | Koalíciók          | Koalíciók pártjai                       | Koalíciók pártjai               | Listavezető       |
| --------- | ------------------ | --------------------------------------- | ------------------------------- | ----------------- |
|           | Balközép koalíció  |                                         | Demokrata Párt                  | Nicola Zingaretti |
|           | Balközép koalíció  | 1-es cikkely                            | Roberto Speranza                |                   |
|           | Balközép koalíció  | Több Európát                            | Benedetto Della Vedova          |                   |
|           | Balközép koalíció  | Olasz Szocialista Párt                  | Riccardo Nencini                |                   |
|           | Balközép koalíció  | DemoS                                   | Lorenzo Dellai                  |                   |
|           | Balközép koalíció  | Zöldek Szövetsége                       | Matteo Badiali and Elena Grandi |                   |
|           | Balközép koalíció  | Lehetséges                              | Beatrice Brignone               |                   |
|           | Balközép koalíció  | Közös Olaszország                       | Federico Pizzarotti             |                   |
|           | Balközép koalíció  | Olasz Baloldal                          | Nicola Fratoianni               |                   |
|           | Balközép koalíció  | Népi Alternatíva                        | Beatrice Lorenzin               |                   |
|           | Balközép koalíció  | Független balközép                      | nincs                           |                   |
|           | Jobbközép koalíció |                                         | Forza Italia                    | Silvio Berlusconi |
|           | Jobbközép koalíció | Északi Liga                             | Matteo Salvini                  |                   |
|           | Jobbközép koalíció | IdeA                                    | Gaetano Quagliariello           |                   |
|           | Jobbközép koalíció | Olaszország Fivérei - Nemzeti Szövetség | Giorgia Meloni                  |                   |
|           | Jobbközép koalíció | Irány Olaszország                       | Raffaele Fitto                  |                   |
|           | Jobbközép koalíció | Centrum Uniója                          | Lorenzo Cesa                    |                   |
|           | Jobbközép koalíció | Új Szocialisták                         | Stefano Caldero                 |                   |
|           | Jobbközép koalíció | Családok Népe                           | Mario Adinolfi                  |                   |
|           | Jobbközép koalíció | Olasz Liberális Párt                    | Stefano De Luca                 |                   |
|           | Jobbközép koalíció | Független jobbközép                     | nincs                           |                   |
|           | 5 Csillag Mozgalom | 5 Csillag Mozgalom                      | 5 Csillag Mozgalom              | Luigi Di Maio     |

## Eredmények

### Települések (comune)
Az olasz közigazgatási rendszerben városnak (comune) mínősülnek a 15 ezer fő feletti települések.
| Párt neve | Párt neve          | Kistelepülések |
| --------- | ------------------ | -------------- |
|           | Jobbközép koalíció | 86             |
|           | Balközép koalíció  | 113            |
|           | 5 Csillag Mozgalom | 3              |
|           | Függetlenek        | 24             |
|           | Szélsőjobboldal    |                |
|           | Szélsőbaloldal     |                |
|           | Centristák         |                |

### Városok
Összesen 30 városban tartanak közvetlen polgármester-választást, ezek közül mindegyik egyben a város nevével megegyező olasz megyék székhelyei is. A vastagon szedett város egyben a régió központja. A választás Emilia-Romagna, Toszkána, Umbria, Puglia, Szardínia, Szicília, Calabria, Campania, Molise és Basilicata régió településeit érinti.
| Városok neve    | Népesség (fő) | Jelenlegi polgármester | Párt neve | Párt neve                               | Koalíció | Koalíció           | Megválasztott polgármester | Párt neve | Párt neve                               | Koalíció | Koalíció           |
| --------------- | ------------- | ---------------------- | --------- | --------------------------------------- | -------- | ------------------ | -------------------------- | --------- | --------------------------------------- | -------- | ------------------ |
| Ascoli Piceno   | 48 390        | Guido Castelli         |           | Forza Italia                            |          | Jobbközép koalíció | Marco Fioravanti           |           | Olaszország Fivérei – Nemzeti Szövetség |          | Jobbközép koalíció |
| Avellino        | 56 339        | Giuseppe Priolo        |           | független                               |          | nincs              | Gianluca Festa             |           | Független                               |          | Független          |
| Bari            | 322 018       | Antonio Decaro         |           | Demokrata Párt                          |          | Balközép koalíció  | Antonio Decaro             |           | Demokrata Párt                          |          | Balközép koalíció  |
| Bergamo         | 120 923       | Giorgio Gori           |           | Demokrata Párt                          |          | Balközép koalíció  | Giorgio Gori               |           | Demokrata Párt                          |          | Balközép koalíció  |
| Biella          | 44 324        | Marco Cavicchioli      |           | Demokrata Párt                          |          | Balközép koalíció  | Claudio Corradino          |           | Északi Liga                             |          | Jobbközép koalíció |
| Cagliari        | 154 052       | Bruno Carcangiu        |           | független                               |          | nincs              | Paolo Truzzu               |           | Olaszország Fivérei – Nemzeti Szövetség |          | Jobbközép koalíció |
| Caltanissetta   | 62 317        | Giovanni Ruvolo        |           | Demokrata Párt                          |          | Balközép koalíció  | Roberto Gambino            |           | 5 Csillag Mozgalom                      |          | 5 Csillag Mozgalom |
| Campobasso      | 49 168        | Antonio Battista       |           | Demokrata Párt                          |          | Balközép koalíció  | Roberto Gravina            |           | 5 Csillag Mozgalom                      |          | 5 Csillag Mozgalom |
| Cremona         | 72 156        | Gianluca Galimberti    |           | Demokrata Párt                          |          | Balközép koalíció  | Gianluca Galimberti        |           | Demokrata Párt                          |          | Balközép koalíció  |
| Ferrara         | 132 023       | Tiziano Tagliani       |           | Demokrata Párt                          |          | Balközép koalíció  | Alan Fabbri                |           | Északi Liga                             |          | Jobbközép koalíció |
| Firenze         | 380 948       | Dario Nardella         |           | Demokrata Párt                          |          | Balközép koalíció  | Dario Nardella             |           | Demokrata Párt                          |          | Balközép koalíció  |
| Foggia          | 151 371       | Franco Landella        |           | Forza Italia                            |          | Jobbközép koalíció | Franco Landella            |           | Forza Italia                            |          | Jobbközép koalíció |
| Forlì           | 117 863       | Davide Drei            |           | Demokrata Párt                          |          | Balközép koalíció  | Gian Luca Zattini          |           | Északi Liga                             |          | Jobbközép koalíció |
| Lecce           | 95 425        | Ennio Mario Sodano     |           | független                               |          | nincs              | Carlo Salvemini            |           | Demokrata Párt                          |          | Balközép koalíció  |
| Livorno         | 158 371       | Filippo Nogarin        |           | 5 Csillag Mozgalom                      |          | 5 Csillag Mozgalom | Luca Salvetti              |           | Demokrata Párt                          |          | Balközép koalíció  |
| Modena          | 185 273       | Gian Carlo Muzzarelli  |           | Demokrata Párt                          |          | Balközép koalíció  | Gian Carlo Muzzarelli      |           | Demokrata Párt                          |          | Balközép koalíció  |
| Pavia           | 72 773        | Flavio Ferdani         |           | független                               |          | nincs              | Mario Fabrizio Fracassi    |           | Északi Liga                             |          | Jobbközép koalíció |
| Perugia         | 165 683       | Andrea Romizi          |           | Forza Italia                            |          | Jobbközép koalíció | Andrea Romizi              |           | Forza Italia                            |          | Jobbközép koalíció |
| Pesaro          | 94 882        | Matteo Ricci           |           | Demokrata Párt                          |          | Balközép koalíció  | Matteo Ricci               |           | Demokrata Párt                          |          | Balközép koalíció  |
| Pescara         | 119 820       | Marco Alessandrini     |           | Demokrata Párt                          |          | Balközép koalíció  | Carlo Masci                |           | Forza Italia                            |          | Jobbközép koalíció |
| Potenza         | 67 161        | Dario De Luca          |           | Olaszország Fivérei - Nemzeti Szövetség |          | Jobbközép koalíció | Mario Guarente             |           | Északi Liga                             |          | Jobbközép koalíció |
| Prato           | 193 325       | Matteo Biffoni         |           | Demokrata Párt                          |          | Balközép koalíció  | Matteo Biffoni             |           | Demokrata Párt                          |          | Balközép koalíció  |
| Reggio Calabria | 180 929       | Giuseppe Falcomatà     |           | Demokrata Párt                          |          | Balközép koalíció  | TBD                        |           | TBD                                     |          | TBD                |
| Reggio Emilia   | 171 944       | Luca Vecchi            |           | Demokrata Párt                          |          | Balközép koalíció  | Luca Vecchi                |           | Demokrata Párt                          |          | Balközép koalíció  |
| Rovigo          | 51 008        | Nicola Izzo            |           | független                               |          | nincs              | Edoardo Gaffeo             |           | Demokrata Párt                          |          | Balközép koalíció  |
| Sassari         | 127 018       | Nicola Sanna           |           | Demokrata Párt                          |          | Balközép koalíció  | TBD                        |           | TBD                                     |          | TBD                |
| Urbino          | 14 468        | Maurizio Gambini       |           | Független jelölt                        |          | Jobbközép koalíció | Maurizio Gambini           |           | Független jelölt                        |          | Jobbközép koalíció |
| Verbania        | 30 709        | Silvia Marchionini     |           | Demokrata Párt                          |          | Balközép koalíció  | Silvia Marchionini         |           | Demokrata Párt                          |          | Balközép koalíció  |
| Vercelli        | 46 181        | Maura Forte            |           | Demokrata Párt                          |          | Balközép koalíció  | Andrea Corsaro             |           | Forza Italia                            |          | Jobbközép koalíció |
| Vibo Valentia   | 34 133        | Giuseppe Guetta        |           | független                               |          | nincs              | Mario Limardo              |           | Forza Italia                            |          | Jobbközép koalíció |